# Zábraní
Zábraní (německy Kropsdorf) je zaniklá vesnice v okrese Český Krumlov v Jihočeském kraji. Stávala na východním úbočí Zábraňského vrchu, asi 1,5 kilometru severovýchodně od osady Běleň. Místo se nachází v katastrálním území Běleň, které je součástí obce Malšín.

## Název
Název vesnice je odvozen z polohy za braněmi, tj. za jezem. Vzhledem ke skutečnosti, že necelé dva kilometry severně bývala vesnice Branná, bylo Zábraní pojmenováno nejspíše podle ní. V historických pramenech se název vsi objevuje ve tvarech: Zabranie (1379), „v Kropfenslag“ (1379), Crophansdorf (1417), Kropstorf (okolo roku 1500), Krobstorff (1541), Kropffsdorff (1598), Kropfsdorf (1720), Kropsdorf (1789, 1841, 1848) a Zábraní nebo Kropfsdorf (1923).

## Historie
Je možné, že první písemná zmínka o vesnici pochází z roku 1379, ale podle Augusta Sedláčka se listina s dotyčnou zmínkou může vtahovat také ke Studánkám.

## Obyvatelstvo
|           | 1869 | 1880 | 1890 | 1900 | 1910 | 1921 | 1930 | 1950 |
| --------- | ---- | ---- | ---- | ---- | ---- | ---- | ---- | ---- |
| Obyvatelé | 98   | 91   | 95   | 93   | 72   | 88   | 88   | .    |
| Domy      | 12   | 11   | 12   | 13   | 12   | 12   | 12   | 14   |

## Obecní správa
Vesnice stávala v katastrálním území Běleň, které bylo roku 1953 připojeno k obci Malšín. Při sčítání lidu v letech 1869–1930 bylo Zábraní osadou obce Běleň v okrese Kaplice. Roku 1950 byla uveden jako osada obce Ostrov a v dalších letech jako místní část zanikla.